# در قلب یک کودک
«در قلب یک کودک» تک‌آهنگی از هنرمند اهل ایالات متحده آمریکا مایکل جکسون است.